# Franciszek Skopal
Franciszek Skopal (ur. 2 grudnia 1885 w Żniatynie, zginął w 1917/1918) – lekkoatleta, miotacz.
12 listopada 1912 roku we Lwowie uzyskał wynik 47,37, który został uznany za pierwszy oficjalny rekord Polski w rzucie oszczepem. Był zawodnikiem Pogoni Lwów. 
Poległ w I wojnie światowej na froncie rosyjskim jako oficer wojsk austriackich. 
Rekordy życiowe: rzut dyskiem – 29,05 (29 maja 1920, Stryj); rzut oszczepem – 48,10 (22 października 1911, Bratysława). 
W numerze 242 „Gazety Lwowskiej” z 21 października 1925 ukazało się ogłoszenie w rubryce Uznania za zmarłego:

T. 472/25/9. Franciszek Skopal urodzony 2 grudnia 1885 w Żniatynie jako żołnierz 30 p. p. w r. 1918 zaginął. Celem uznania go za zmarłego wzywa się, aby do pół roku od ogłoszenia udzielono wiadomości o nim sądowi. Sąd okręgowy cyw. Wydział VII. Lwów 28 sierpnia 1925. 8110.